# Remo Schenoni
Remo Schenoni (Torino, 1913 – Col Du Mont, 21 giugno 1940) è stato un militare italiano, insignito della medaglia d'oro al valor militare alla memoria durante il corso della seconda guerra mondiale.

## Biografia
Nacque a Torino nel 1913, figlio di Pietro e Domenica Pennazio. Dopo aver conseguito la laurea in scienze economiche e commerciali, fu assunto presso il Banco di Roma, filiale di Torino. Arruolatosi nel Regio Esercito, nel 1934 frequentò il corso per allievi ufficiali di complemento a Spoleto presso la sede del 52º Reggimento fanteria "Alpi", l'anno successivo fu nominato aspirante ufficiale. Trasferito in servizio al 90º Reggimento fanteria "Salerno", venne messo in congedo il 30 gennaio 1936. Nel marzo seguente fu promosso sottotenente, e nel gennaio 1939 tenente.
Il 30 maggio 1940, poco prima dell'entrata in guerra del Regno d'Italia, avvenuta il 10 giugno successivo, fu richiamato in servizio attivo presso la Guardia alla frontiera e assegnato in servizio X settore di copertura del gruppo Alpi di Valgrisenza (Valgrisenche), in Valle d'Aosta. Dopo l'inizio delle ostilità con la Francia cadde in combattimento sul Col Du Mont il 21 giugno, venendo decorato per il coraggio dimostrato con la medaglia d'oro al valor militare alla memoria. In seguito gli è stata intitolata una caserma di Bressanone.

### Fonti
1. ↑  Gruppo Medaglie d'Oro al Valor Militare 1965, p. 397.
2. 1 2 3 4 5 6  Combattenti Liberazione.
3. ↑  Alto Adige.
4. ↑  Sito web del Quirinale: dettaglio decorato.
5. ↑  Gazzetta Ufficiale del Regno d'Italia n.42 del 18 febbraio 1941, pag.798.